# Блейк П'єроні
Блейк П'єроні (англ. Blake Pieroni, нар. 15 листопада 1995, Кроун Таун, Індіана, США) — американський плавець, олімпійський чемпіон 2016 року.

## Виступи на Олімпійських іграх
| Олімпіада | Дисципліна             | Місце |
| --------- | ---------------------- | ----- |
| Ріо 2016  | 4x100 м вільним стилем | 1     |